# Gorica e Vogël
Gorica e Vogël är en ort i Albanien.   Den ligger i prefekturen Qarku i Korçës, i den östra delen av landet, 110 km sydost om huvudstaden Tirana. Gorica e Vogël ligger 857 meter över havet och antalet invånare är 550.
Terrängen runt Gorica e Vogël är varierad.   Runt Gorica e Vogël är det ganska tätbefolkat, med 80 invånare per kvadratkilometer.. 
Omgivningarna runt Gorica e Vogël är en mosaik av jordbruksmark och naturlig växtlighet.